# Peine de mort au Royaume-Uni
La peine de mort a été en vigueur au Royaume-Uni et dans les États qui l'ont précédé, l'Angleterre et l'Écosse, depuis les temps les plus anciens jusqu'à ce qu'elle soit abolie au XXe siècle. La dernière exécution, par pendaison, a eu lieu en 1964, avant que la peine capitale soit abolie pour les meurtres, en 1969 en Grande-Bretagne et en 1973 en Irlande du Nord. Bien qu'elle n'ait pas été appliquée ensuite, la peine de mort est restée inscrite dans la loi pour certains crimes jusqu'en 1998.

## Origine dans la loi de l'Angleterre

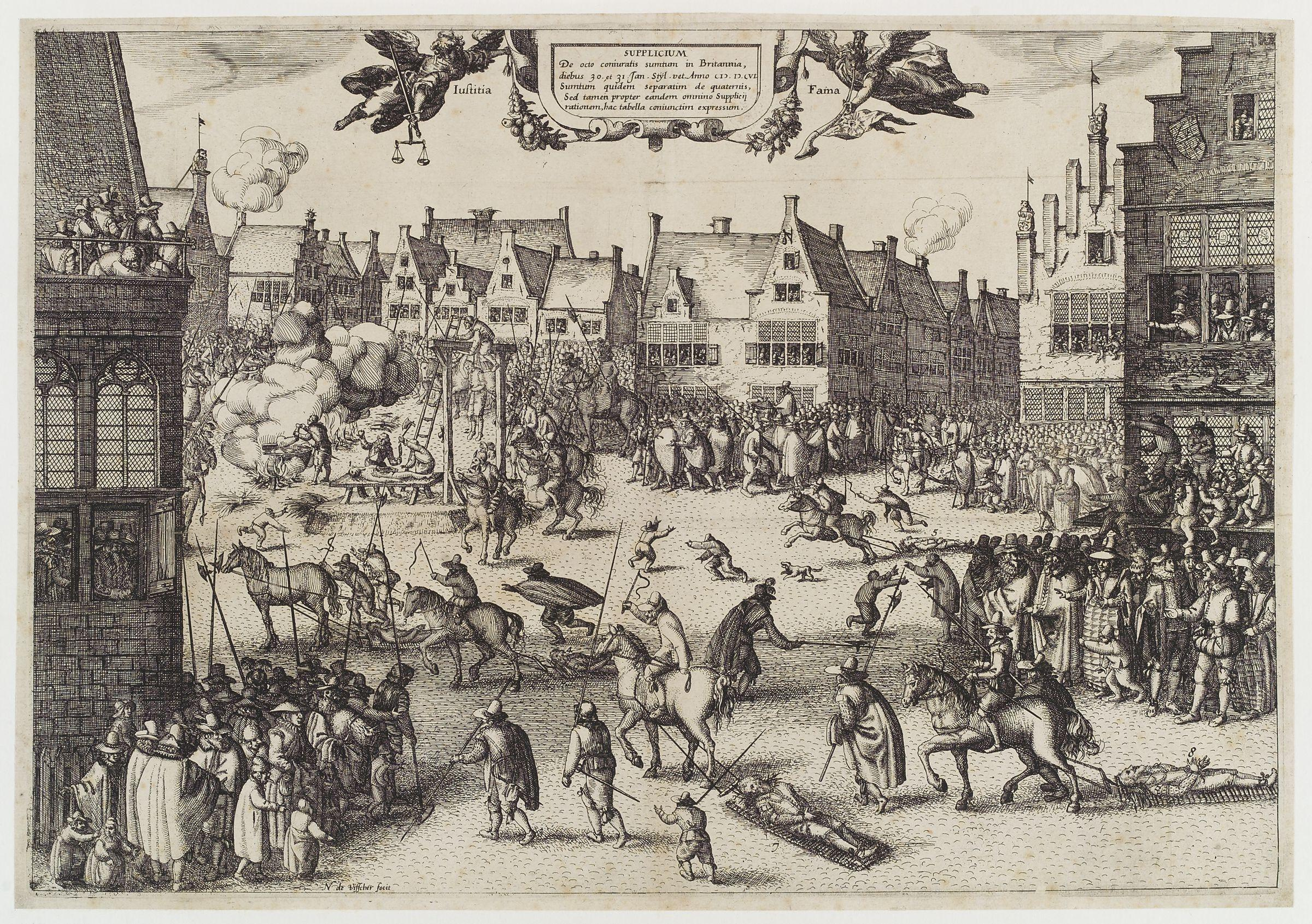
Exécution de Guy Fawkes en 1606 à Londres

Waltheof de Northumbrie est le seul lord qui ait été légalement exécuté pendant le règne de Guillaume Ier d’Angleterre. Guillaume II d'Angleterre (William Rufus) réinstitue la pendaison mais uniquement pour avoir braconné les cerfs royaux. On sait qu'il n'a fait exécuter qu'un seul aristocrate, Guillaume d'Aldrie (en) pour rébellion. Henri Ier d'Angleterre restaure la pendaison pour la punition de nombreux crimes. La première exécution à Tyburn est celle de William Fitz Osbern (en), bourgeois de Londres qui avait dirigé une révolte populaire, en 1196. La potence de Tyburn, située près de l'actuel Marble Arch dans Hyde Park, devient célèbre. On estime que durant le règne de Henri VIII 72 000 personnes ont été exécutées par divers procédés, y compris la pendaison, la décapitation, le bûcher, et l'huile bouillante, le condamné étant parfois démembré vivant (Hanged, drawn and quartered) à titre de peine complémentaire. Le 9 avril 1747, Simon Fraser, 11e lord Lovat est la dernière personne à être décapitée en Angleterre.
Sir Samuel Romilly, dans son discours sur la peine de mort à la Chambre des communes en 1810, déclare qu'« ... il n'y a pas d'autre pays sur terre où autant de délits sont punis de mort par la loi ». Connue sous le nom de « code sanglant », à son sommet le recueil de la loi criminelle comprenait 220 crimes passibles de la peine capitale, y compris « vivre en compagnie de Gitans pendant un mois », « preuves certaines d'une nature mauvaise chez un enfant de 7 à 14 ans », et « commettre un crime en ayant noirci son visage ou en s'étant déguisé ». Beaucoup de ces dispositions ont été introduites pour protéger les biens de la classe riche qui a émergé dans la première moitié du XVIIIe siècle, un exemple remarquable étant le Black Act de 1723, qui définit 50 crimes capitaux pour des faits de vol simple, de braconnage ou de noircissement du visage la nuit en vue de commettre un crime.
Même si les exécutions pour meurtre, cambriolage avec effraction (burglary), vol avec violence, sont courantes, les sentences de mort visant les petits délinquants ne sont souvent pas suivies d'effet. Pourtant, des enfants étaient couramment exécutés pour des crimes mineurs comme le vol simple. Une sentence de mort pouvait être commuée ou suspendue (différée indéfiniment) pour des raisons comme le privilège du clergé, la grâce officielle, l'état de grossesse de la condamnée, ou l'engagement dans l'armée ou la marine. Entre 1770 et 1830, environ 35 000 sentences de mort ont été prononcées en Angleterre et au Pays de Galles, mais il y a eu seulement 7 000 exécutions.

## La réforme

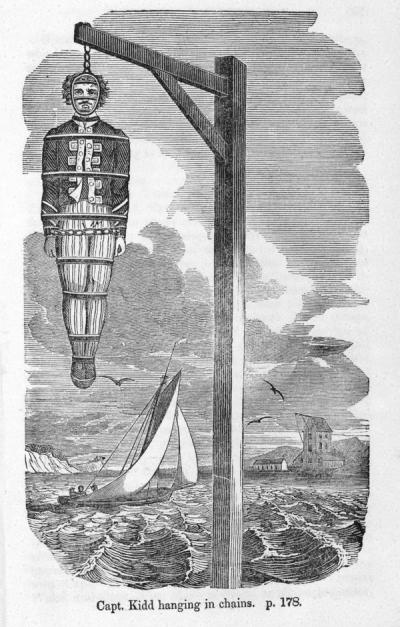
Le corps de William Kidd pendu en 1701 pour piraterie, exposé au gibet de Greenwich au bord de la Tamise à Londres

En 1808, Romilly obtient la suppression de la peine de mort pour les voleurs à la tire et d'autres petits délinquants, engageant ainsi une démarche de réforme qui se poursuit pendant les cinquante années suivantes. Même si le pouvoir civil accordait facilement la grâce, la peine de mort était obligatoire jusqu'à ce que la loi du Parlement Judgement of Death Act de 1823 donne au juge le pouvoir de commuer la peine de mort, sauf pour le meurtre et la trahison. Le Punishment of Death de 1832 réduit des deux tiers la liste des crimes passibles de la peine capitale. La dissection du cadavre après l'exécution est abolie en 1832 et le gibbeting (ou hanging in chains) (gibbeting), exposition du cadavre après la mort, en 1834. En 1861, plusieurs lois du Parlement réduisent le nombre de crimes passibles de la peine de mort dans la loi civile à cinq : meurtre, haute trahison, espionnage, incendie volontaire dans un arsenal royal, et piraterie avec violence; il y avait d'autres crimes dans la loi militaire. La peine de mort demeure obligatoire pour le meurtre et la trahison sauf grâce.
La commission royale sur la peine capitale (1864-1866) arrive à la conclusion (avec un avis minoritaire) qu'il n'y a pas lieu de l'abolir, mais recommande qu'il n'y ait plus d'exécutions publiques. La proposition est reprise par la loi du Parlement Capital Punishment (Amendment) Act de 1868. À partir de ce moment, les exécutions en Grande-Bretagne ont lieu à l'intérieur de la prison. La décapitation avec démembrement après l'exécution des condamnés pour trahison cesse en 1870.
En 1885, John Babbacombe Lee est convaincu de meurtre et condamné à être pendu, alors qu'il affirmait être innocent. Le 23 février, à la prison d'Exeter (Devon), trois tentatives pour procéder à l'exécution échouent. La potence a été remontée dans un nouveau bâtiment; la barre de déclenchement de la trappe est à un huitième de pouce hors d'alignement et une des charnières s'engage dans la barre, ce qui empêche la trappe de descendre (selon le document officiel du ministère de l'Intérieur). En conséquence, le ministre de l'Intérieur William Vernon Harcourt commue la sentence en prison à vie. Lee continue ses démarches auprès des ministres successifs, et est finalement libéré en 1907, ayant accédé à la notoriété comme l'homme qu'on n'est pas arrivé à pendre.

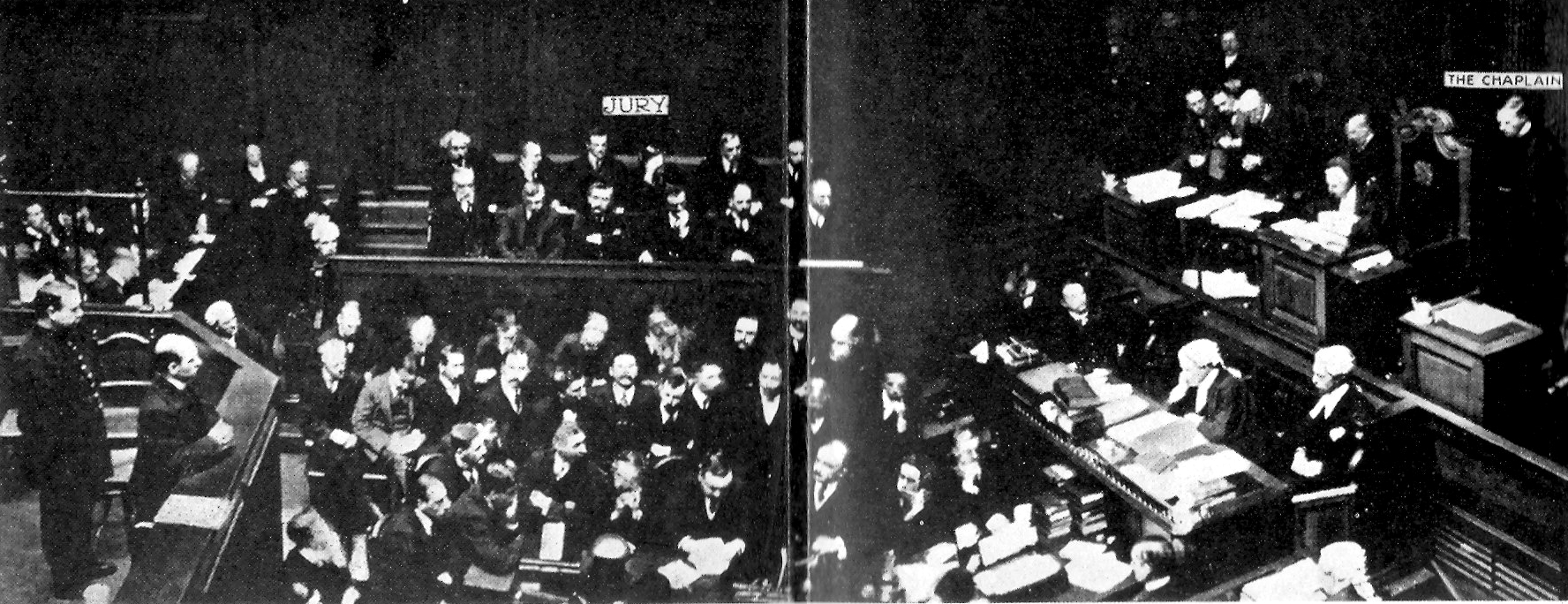
Seule photographie connue d'une condamnation à mort: Frederick Seddon condamné à être pendu en 1912 pour avoir empoisonné Eliza Mary Barrow.

Le Children Act de 1908 (en) interdit l'exécution des mineurs de moins de 16 ans. En 1922, un nouveau crime d'infanticide est défini en remplacement du meurtre pour les mères qui tuent leur propre enfant dans sa première année. En 1930, une commission parlementaire ad hoc recommande la suspension de la peine capitale pour une période d'épreuve de cinq ans, mais n'aboutit pas. À partir de 1931, les femmes enceintes ne peuvent plus être pendues (après la naissance de l'enfant), et en 1933 l'âge minimum pour être condamné est porté à 18 ans par le Children and Young Persons Act de 1933. La dernière exécution d'une personne de moins de 18 ans en application de la loi civile est celle de Charles Dobel, 17 ans, pendu à Maidstone en même temps que son complice William Gower, 18 ans, en janvier 1889.
En 1938, la question de l'abolition de la peine de mort est discutée au Parlement. Un article de l'ordonnance sur la justice pénale prévoit de suspendre les condamnations à mort pour une période expérimentale de cinq ans. Quand la guerre éclate en 1939, l'application est différée. La loi est présentée à nouveau au Parlement après la guerre, et adoptée à la majorité (245 contre 222) par la Chambre des Communes, à la surprise générale. À la Chambre des lords, l'article sur l'abolition est rejeté mais le reste de la loi est adopté. Il n'y a pas de soutien de l'opinion publique en faveur de l'abolition, et le gouvernement décide qu'il n'est pas opportun de faire jouer le pouvoir de décision que lui donnent les Parliament Acts de 1911 et 1949, sur un sujet aussi peu populaire.
Le ministre de l'Intérieur, James Chuter Ede, préféra créer une nouvelle commission royale (Royal Commission on Capital Punishment (1949-1953)) avec pour mission de déterminer « si la possibilité de subir la peine capitale doit être limitée ou modifiée ». Le rapport de la commission discute un certain nombre d'alternatives à l'exécution par pendaison (y compris les techniques américaines d'électrocution et de chambre à gaz, et l'injection mortelle alors encore théorique) mais les écarte. Il y a davantage de difficultés avec le principe de la peine capitale. L'opinion publique pense que la peine de mort dissuade les criminels de passer à l'acte, mais les statistiques ne sont pas convaincantes. Le rapport recommande l'abolition pour des raisons d'éthique, mais ne fait pas mention de possibles erreurs judiciaires. À ce moment, le mécontentement public s'était exprimé au sujet de la condamnation de Timothy Evans, qui est condamné et pendu pour avoir tué sa fille encore bébé en 1949. On découvre en 1953 que John Christie a étranglé au moins six personnes dans la même maison ; si le jury du procès d'Evans l'avait su, Evans n'aurait peut-être pas été jugé coupable. Dans deux autres causes à la même période, des doutes s'élèvent sur d'autres condamnations suivies d'exécution, comme dans le célèbre cas de Derek Bentley.
La commission conclut que, sauf si l'opinion publique est de façon écrasante en faveur de l'abolition, la peine capitale doit être conservée.
Entre 1900 et 1949, 621 hommes et 11 femmes sont exécutés en Angleterre et au Pays de Galles. Dix agents allemands sont exécutés pendant la Première Guerre mondiale en application du Defence of the Realm Act de 1914 (en) et 16 espions sont exécutés pendant la Seconde Guerre mondiale en application du Treachery Act de 1940 (en).
Un jour après l’exécution de William Joyce pour trahison le 3 janvier 1945, Theodore Schurch (en) est exécuté pour treachery et est le dernier à être exécuté pour un crime autre qu'un meurtre; la dernière exécution pour des faits civils autre qu'un meurtre est celle de Martin Doyle pour tentative de meurtre le 27 août 1861.
À partir de 1957, plusieurs procès controversés mettent de nouveau en avant la question de la peine capitale. La campagne pour l'abolition obtient une satisfaction partielle avec le Homicide Act de 1957 (en). La nouvelle loi opère une distinction entre l'homicide punissable et non punissable de mort. Six catégories d'homicide volontaire sont désormais passibles de la peine capitale :
- pendant ou après un vol
- par arme à feu ou explosif
- pour empêcher une arrestation ou pendant une évasion
- meurtre d'un policier
- meurtre d'un gardien de prison par un détenu
- deuxième meurtre dans des circonstances indépendantes du premier (si les deux crimes sont commis en Grande-Bretagne)

La police et le gouvernement sont d'avis que la menace de la peine de mort dissuadera les délinquants de porter des armes à feu, et c'est pour cela que ce genre de crime reste puni de mort.

## L'abolition

### Le meurtre
En 1965, le député du parti travailliste Sydney Silverman, qui s'était voué à la cause de l'abolition depuis plus de 20 ans, dépose une proposition de loi (private member's bill) qui est adoptée par un vote non partisan de la Chambre des Communes, 200 voix contre 98. La loi est ensuite approuvée par la Chambre des lords, 204 voix contre 104.
La loi Murder (Abolition of Death Penalty) Act de 1965 suspend la peine capitale pour cinq ans en Angleterre, Pays de Galles et Écosse, mais pas en Irlande du Nord, et lui substitue une peine obligatoire de réclusion à vie. La loi prévoit aussi que si avant la fin du délai de cinq ans chaque chambre du Parlement vote une résolution qui la rend permanente, elle deviendra aussitôt permanente. En 1969 le ministre de l'Intérieur James Callaghan dépose une motion pour rendre la loi permanente, qui est votée par la Chambre des Communes le 16 décembre 1969 et une motion semblable est votée par la Chambre des lords le 18 décembre. La peine de mort pour meurtre est abolie en Irlande du Nord le 25 juillet 1973 par le Northern Ireland (Emergency Provisions) Act qui établit une juridiction d'exception pour les faits de terrorisme.
Après l'abolition de la peine de mort pour meurtre, quelques convaincus créent une tradition qui veut qu'un vote non-partisan ait lieu à la Chambre des Communes à chaque session, sur une motion de rétablissement de la peine capitale. La motion a toujours été rejetée. Pourtant, la peine de mort reste maintenue pour d'autres crimes :
1. Incendie volontaire dans un arsenal royal (incendie ou explosion dans un port militaire, un navire, un entrepôt), jusqu'en 1971 ;
2. Espionnage[9] jusqu'en 1981 ;
3. Piraterie avec violence jusqu'en 1988 ;
4. Haute trahison jusqu'en 1998 ;
5. Certains crimes purement militaires sous la juridiction des tribunaux des forces armées, comme la mutinerie, jusqu'en 1998[10]. Avant son abolition, la peine de mort reste en vigueur dans les armées pour six crimes :
  1. grave manquement au front,
  2. assistance à l'ennemi,
  3. obstruction des opérations,
  4. faux messages radio,
  5. mutinerie ou incitation,
  6. non répression d'une mutinerie avec intention d'assistance à l'ennemi.

Il n'y a aucune exécution en application de ces lois.
Une potence est maintenue en état de marche à la prison de Wandsworth à Londres jusqu'en 1994. Elle est essayée tous les six mois jusqu'en 1992. Cette potence est maintenant exposée au musée de la Cour de Justice à Nottingham.

### Dernières exécutions
- Angleterre : le 13 août 1964, Peter Anthony Allen (en), à Liverpool (prison de Walton) et Gwynne Owen Evans à Manchester (prison de Strangeways), sont exécutés pour le meurtre de John Alan West, le 7 avril 1964[12]. La dernière femme exécutée est Ruth Ellis, âgée de 28 ans, le 13 juillet 1955, pour le meurtre de son amant.
- Écosse : Henry John Burnett (en), 21 ans, le 15 août 1963 à Aberdeen pour le meurtre de Thomas Guyan, marin.
- Irlande du Nord : Robert McGladdery (en), 25 ans, le 20 décembre 1961 à Belfast pour le meurtre de Pearl Gamble.
- Pays de Galles : Vivian Teed, 24 ans, le 6 mai 1958 à Swansea pour meurtre.

### Dernières condamnations
- Royaume-Uni et Irlande du Nord : William Holden (en) en Irlande du Nord en 1973, pour le meurtre d'un soldat britannique pendant le Conflit nord-irlandais. Holden quitte le couloir des condamnés en 1973.
- Angleterre : David Chapman, condamné à la pendaison en novembre 1965 pour le meurtre du gardien de nuit d'une piscine à Scarborough (Yorkshire du Nord). Il est libéré en 1979 et meurt dans un accident de la route.
- Écosse : Patrice McCarron, en 1964 pour avoir abattu sa femme. Il se pendit lui-même en prison en 1970.
- Pays de Galles : Edgar Black, gracié le 6 novembre 1963. Il avait abattu l'amant de sa femme à Cardiff.

### Abolition finale
Le Criminal Damage Act de 1971 supprime le crime d'« incendie volontaire dans un arsenal royal ».
Le Naval Discipline Act de 1971 réduit le champ de la peine de mort pour espionnage, de « tous les espions de l'ennemi » aux seuls espions dans les bases militaires et sur les navires de guerre. Plus tard, le Armed Forces Act de 1981 supprime la peine de mort pour espionnage (en 1911, le Official Secrets Act avait énoncé une nouvelle définition de l'espionnage, passible de 14 ans de prison au maximum).
La Chambre des lords, dans un amendement au Crime and Disorder Act de 1998 proposé par Lord Archer of Sandwell, abolit la peine de mort pour trahison et piraterie, la remplaçant par une peine discrétionnaire jusqu'à la prison à vie. C'étaient les derniers crimes punissables de mort dans la loi civile.
Le 20 mai 1998, la Chambre des Communes vote la ratification du sixième protocole de la Convention européenne des droits de l'homme qui prohibe la peine capitale sauf en temps de guerre ou de menace imminente de guerre. Les derniers cas de peine de mort dans la justice militaire, y compris en temps de guerre, sont supprimés quand la section 21.5 du Human Rights Act de 1998 est mise en application le 9 novembre 1998. Le Royaume-Uni est ainsi le dernier État membre de l'Union européenne à abolir intégralement la peine capitale. Le 10 octobre 2003, avec effet le 1er février 2004, le Royaume-Uni adhère au 13e protocole, qui prohibe la peine de mort en toutes circonstances ce qui fait que le Royaume-Uni ne peut plus restaurer la peine de mort par la loi tant qu'il adhère à la Convention. Il ne peut restaurer la peine de mort que s'il se retire du Conseil de l'Europe.
Héritage de l'époque coloniale, plusieurs îles de l'espace caraïbe conservent le Comité judiciaire du Conseil privé comme cour suprême d'appel. Bien que la peine de mort ait été conservée dans ces îles, le Conseil privé peut différer ou refuser l'exécution. Certaines îles ont coupé ce lien avec le système judiciaire britannique en 2001, pour accélérer les exécutions.

### Dépendances de la Couronne
Bien qu'ils ne fassent pas partie du Royaume-Uni, l'Île de Man et les bailliages de Jersey et Guernesey sont des dépendances de la Couronne.
Dans les Îles Anglo-Normandes, la dernière sentence de mort est prononcée en 1984. La dernière exécution dans les Îles Anglo-Normandes a lieu à Jersey le 9 octobre 1959 ; Francis Joseph Huchet est pendu pour meurtre.
Le Human Rights (Amendment) (Jersey) Order de 2006 amende le Human Rights (Jersey) Law de 2000 et met en vigueur le 13e protocole de la Convention européenne des droits de l'homme, abolissant la peine de mort. Ces deux lois entrent en vigueur le 10 décembre 2006. Le 13e protocole est étendu à Guernesey en avril 2004.
La dernière exécution à l'Ile de Man a lieu en 1872, quand John Kewish est pendu pour parricide. La peine de mort est formellement abolie par le Tynwald (le Parlement de l'ile) en 1993. Cinq personnes sont condamnées à mort pour meurtre entre 1973 et 1992, mais toutes les sentences sont commuées en prison à vie. Le dernier condamné à mort du Royaume-Uni et des Dépendances de la Couronne est Anthony Teare, jugé à Douglas en 1992. Il est jugé à nouveau et condamné à la prison à vie en 1994. En 2004 le 13e Protocole est adopté, avec application le 1er novembre 2006.

## Sources et références
1. ↑  1076: Waltheof II, Earl of Northumbria. ExecutedToday.com
2. ↑  Wilson, James; Killmister, A. K. (1844). The Rod and the Gun: Being Two Treatises on Angling and Shooting. A. and C. Black. Harvard University. p. 306.
3. ↑  Punishments at the Old Bailey--Late 17th Century to Early 19th Century, 2003, The Old Bailey Proceedings Online consulté le 13/03/2007
4. ↑  Gatrell, V. A. C., The Hanging Tree, OUP, Oxford, 1994
5. ↑  Hansard, 22 May 1940
6. ↑  Hansard, 1 February 1965
7. ↑  Hansard, 16 December 1969
8. ↑  Hansard, 18 December 1969
9. ↑  The Naval Discipline Act 1957, section 93 remplaçant The Naval Discipline Act 1866, section 6.
10. ↑  Statutelaw.gov.uk
11. ↑  BBC Notts treasures: Britain's last working gallows
12. ↑  Last executions in the UK
13. ↑  (en) « Section 93 », Naval Discipline Act, sur legialation.gov.uk, 1957.
14. ↑  (en) « Section 17 », Armed Forces Act, sur legialation.gov.uk, 1981.
15. ↑  Human Rights Act 1998 (Amendment) Order 2004
16. ↑  13th Protocol
17. ↑  The Guardian 2001 Caribbean severs link to privy council, Owen and Bowcott
18. ↑  (en) « The last man they hanged », Jersey Evening Post,‎ 9 octobre 2009 (lire en ligne)
19. ↑  Human Rights (Amendment) (Jersey) Order 2006 « Copie archivée » (version du 27 février 2008 sur Internet Archive)
20. ↑  Human Rights (Jersey) Law 2000
21. ↑  Report by the Bailiwick of Guernsey (page 5)
22. ↑  UN Human Rights report para. 46
23. ↑  (en) Peter W. Edge, « The Law and Practice of Capital Punishment in the Isle of Man. », sur firedrake.org, 1996.
24. ↑  Human Rights Act 2001 (13th Protocol) Order 2004
25. ↑  Human Rights Act 2001 (Appointed Day) (No. 2) Order 2006

## Liens
(en) « Capital Punishment U.K. - Contents Page »